# Luka Ivanušec
Luka Ivanušec (ur. 26 listopada 1998 w Varaždinie) – chorwacki piłkarz grający na pozycji pomocnika w Feyenoordzie.

## Życiorys
W czasach juniorskich trenował w NK Varaždin i NK Lokomotiva Zagrzeb. W barwach tego drugiego zadebiutował w rozgrywkach Prvej hrvatskiej nogometnej ligi – miało to miejsce 20 grudnia 2015 w wygranym 3:0 meczu z NK Slaven Belupo. 1 lipca 2016 został na stałe włączony do pierwszego zespołu Lokomotivy. 19 sierpnia 2019 
odszedł za 3 miliony euro do Dinama Zagrzeb. W sezonach 2019/2020, 2020/2021, 2021/2022 i 2022/2023 wraz z klubem zdobył mistrzostwo kraju.
W reprezentacji Chorwacji zadebiutował 11 stycznia 2017 w towarzyskim meczu z Chile. Do gry wszedł w 90. minucie, zastępując Franka Andrijaševicia.